# Kolti
Kolti (nep. कोल्टी) – gaun wikas samiti w zachodniej części Nepalu w strefie Seti w dystrykcie Bajura. Według nepalskiego spisu powszechnego z 2011 roku liczył on 1330 gospodarstw domowych i 7134 mieszkańców (3513 kobiet i 3621 mężczyzn).